# Тиль (лунный кратер)
Кратер Тиль (лат. Thiel) — крупный ударный кратер в северном полушарии обратной стороны Луны. Название присвоено в честь одного из основоположников ракетостроения, немецкого инженера-двигателиста Вальтера Тиля (1910—1943) и утверждено Международным астрономическим союзом в 1970 г. Образование кратера относится к позднеимбрийскому периоду.

## Описание кратера

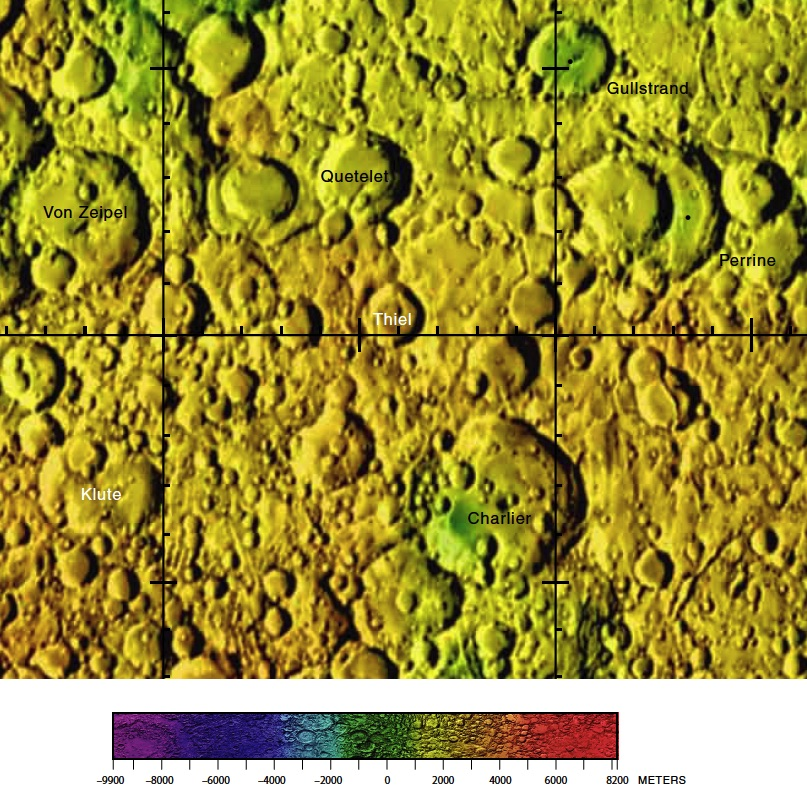
Окрестности кратера Тиль. Фрагмент карты обратной стороны Луны.

Ближайшими соседями кратера Тиль являются кратер Цейпель на западе-северо-западе; кратер Кетле на севере; кратер Гульстранд на севере-северо-востоке; кратер Перрайн на востоке-северо-востоке; кратер Шарлье на юго-востоке и кратер Клют на востоке-юго-востоке. Селенографические координаты центра кратера 40°10′ с. ш. 134°34′ з. д. / 40,17° с. ш. 134,56° з. д., диаметр 35,7 км, глубина 2 км
Кратер Тиль имеет близкую к циркулярной форму с небольшими выступами в западной и северной части и умеренно разрушен.  Вал с четко очерченной острой кромкой, по юго-западной части вала пролегает короткая цепочка кратеров. Внутренний склон гладкий, с высоким альбедо, с осыпями пород у подножия. Высота вала над окружающей местностью достигает 940 м, объем кратера составляет приблизительно 710 км³. Дно чаши пересеченное, приблизительно от центра чаши к северной части внутреннего склона тняется невысокий сглаженный хребет. Еще два хребта, концентричных по отношению к валу, находятся в западной части чаши.

## Сателлитные кратеры

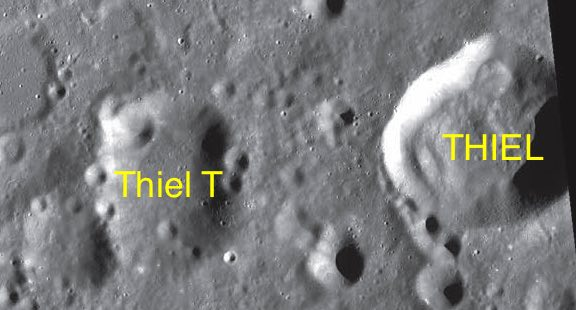
Фрагмент карты LAC-34.

| Тиль | Координаты                                             | Диаметр, км |
| ---- | ------------------------------------------------------ | ----------- |
| T    | 40°04′ с. ш. 136°54′ з. д. / 40,07° с. ш. 136,9° з. д. | 33,0        |

## См.также
- Список кратеров на Луне
- Лунный кратер
- Морфологический каталог кратеров Луны
- Планетная номенклатура
- Селенография
- Минералогия Луны
- Геология Луны
- Поздняя тяжёлая бомбардировка